# Руссикум

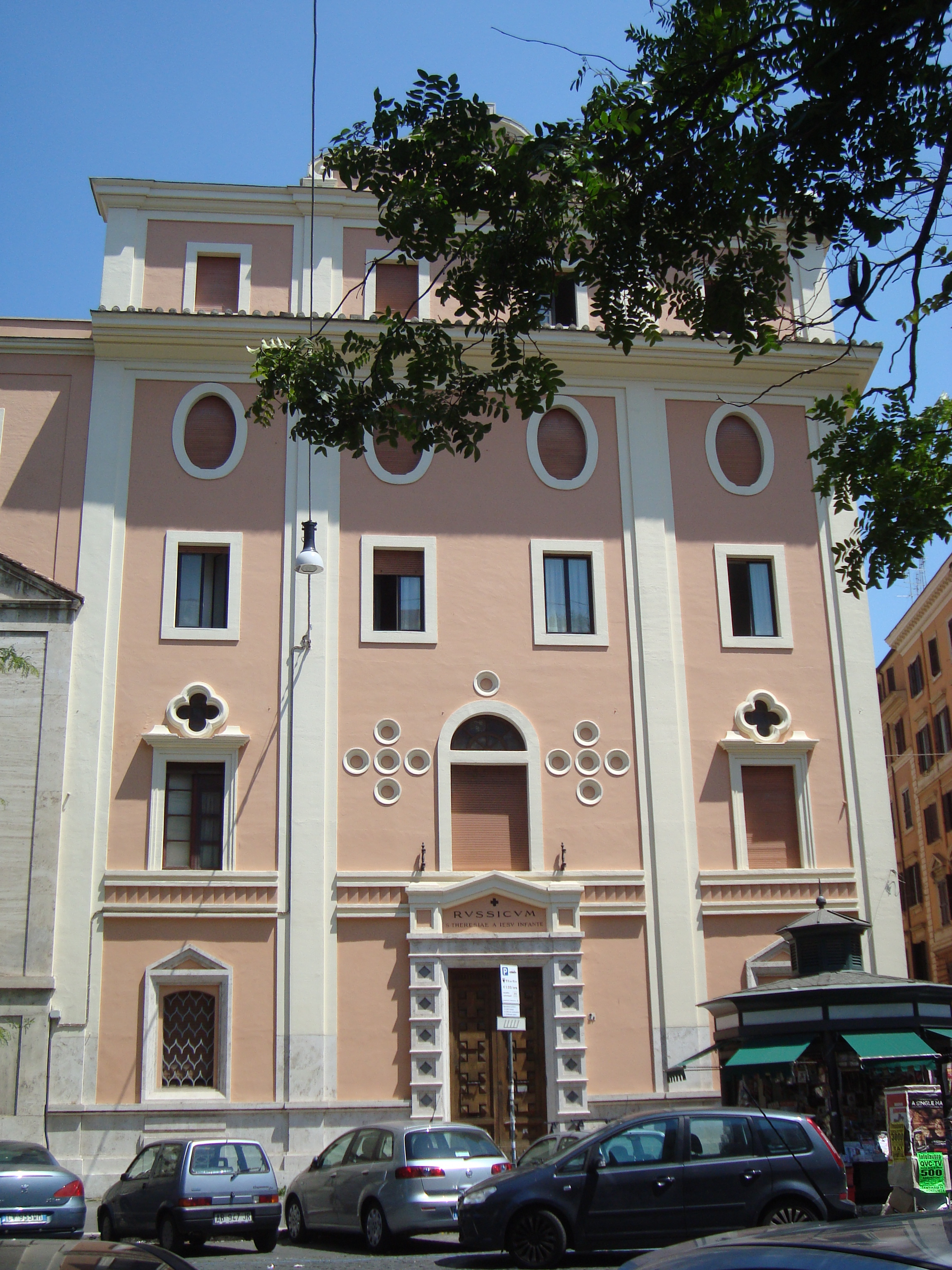
Здание коллегии

Папская коллегия Ру́ссикум (лат. Pontificium Collegium Russicum) — католическое учебное заведение в Риме, готовящее священников византийского обряда. Одна из папских римских коллегий.

## История
Идею о создании учебного заведения, готовящего католических священников византийской традиции для работы в России, поддерживал целый ряд католических деятелей начала XX века, среди которых генерал иезуитов Влодзимеж Ледуховский, архиепископы Эдвард фон Ропп и Георгий Матулайтис. В качестве места для размещения коллегии первоначально предлагались Стамбул, Вильна и некоторые другие города, однако затем решено было организовать коллегию в Риме.
Руссикум был основан буллой папы Пия XI «Quam curam» 15 августа 1929 года, первый учебный год стартовал 1 ноября 1929 года. Первым ректором стал словацкий священник Венделин Яворка. Для размещения Руссикума было выделено здание на Эсквилине рядом с Папским восточным институтом. Здания Руссикума и Папского восточного института отделены друг от друга Церковью Святого Антония Великого на Эсквилине, которая для нужд обоих учебных заведений была перестроена по канонам византийской литургической традиции.
Главной целью Руссикума поначалу была подготовка католических священников для будущего служения в СССР в случае падения Советской власти или смягчения её позиции по отношению к религии. Управление коллегией было поручено иезуитам, однако ни один из ректоров коллегии не был русским по национальности. Студентами же являлись не только русские, но и представители самых разных национальностей.
Несколько священников — выпускников Руссикума предприняло попытку нелегальной религиозной деятельности на территории СССР (Уолтер Чишек, Виктор Новиков, Пьетро Леони и др.), однако все они были раскрыты и много лет провели в лагерях. Выпускником Руссикума был причисленный к лику блаженных Теодор Ромжа, грекокатолический епископ, убитый советскими агентами.
После Второго Ватиканского собора цели и задачи коллегии были изменены, под руководством ректора Павла Майе работа Руссикума приобрела экуменический характер. Коллегия стала открыта для православных студентов, а главной задачей стало изучение русской церковной и литургической традиции. По словам Константина Симона:

идеи обратить Россию в католицизм, теперь нет. Её не было уже и тогда, когда покойный митрополит Никодим (Ротов) посещал Руссикум. Отец Павел Майе хотел трансформировать Руссикум в центр встречи православных и католиков. <…> Никакого прозелитизма среди них не ведётся. У нас учатся те, кто получил разрешение от Русской Православной Церкви учиться в Риме. Они имеют полную свободу, они не ходят на католические богослужения, живут в колледжах и посещают православные службы.

## Фрески Игоря Сендлера
Немецкий священник, иезуит, искусствовед и иконописец Игорь Сендлер, получивший образование в Руссикуме, выполнил для коллегиума серию работ:

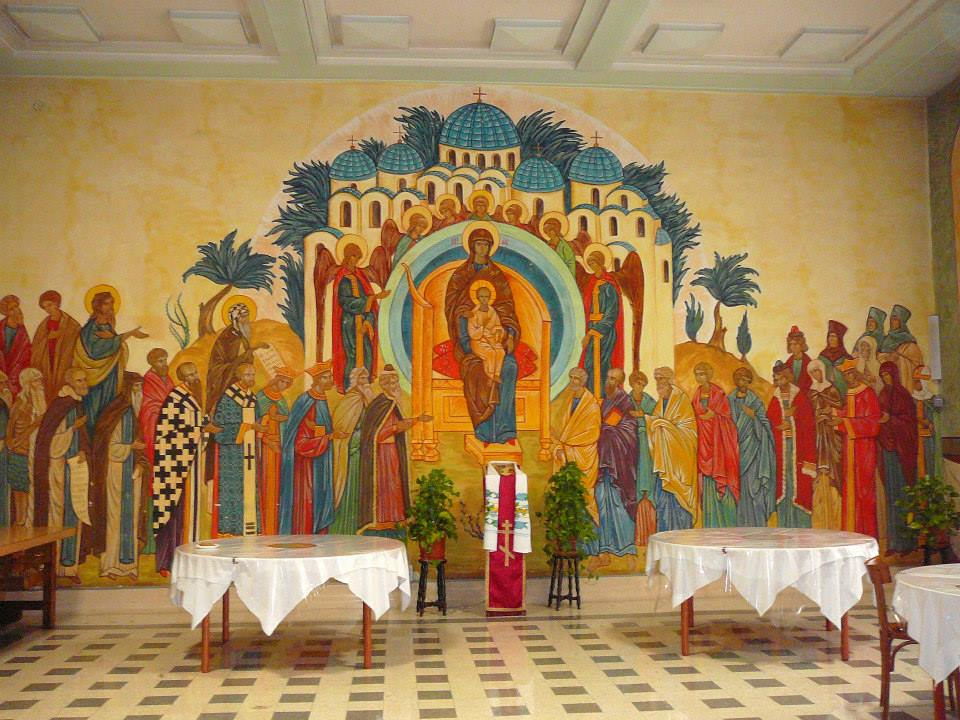
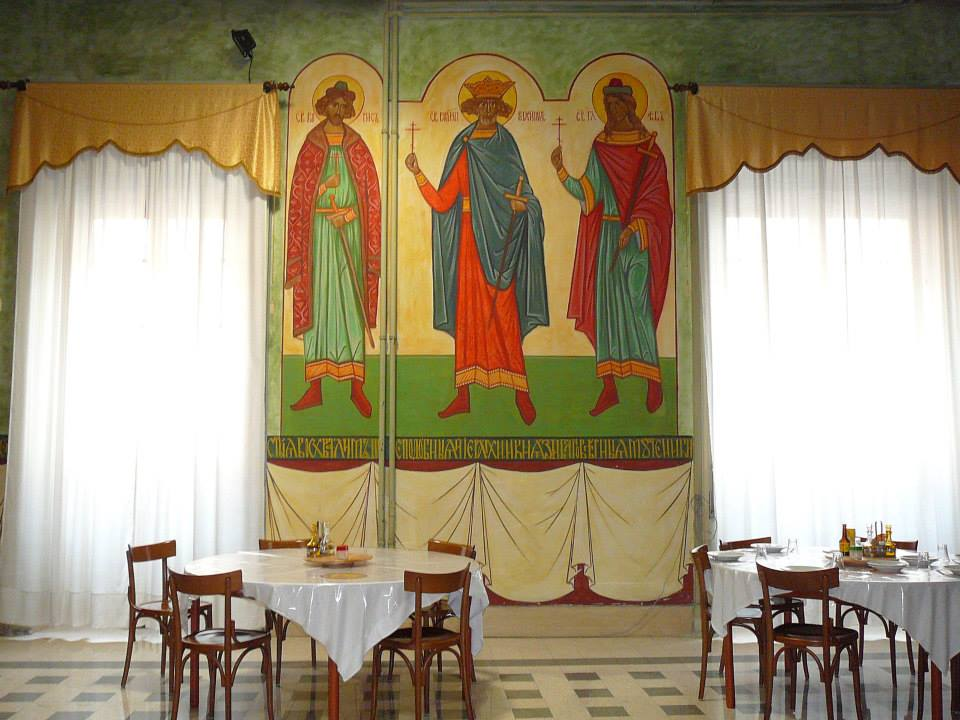
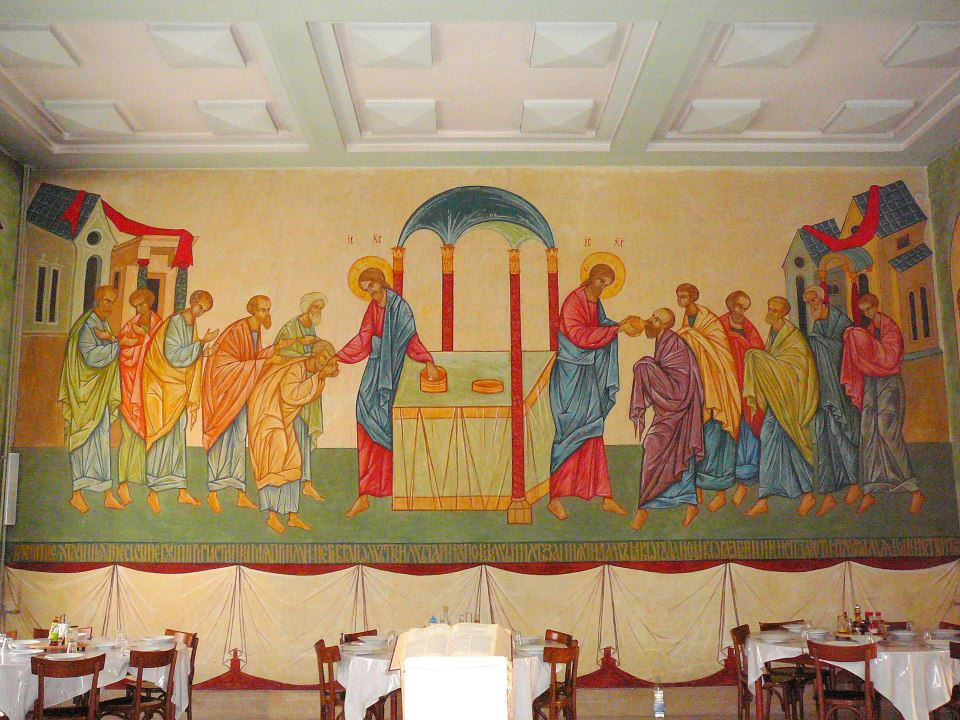
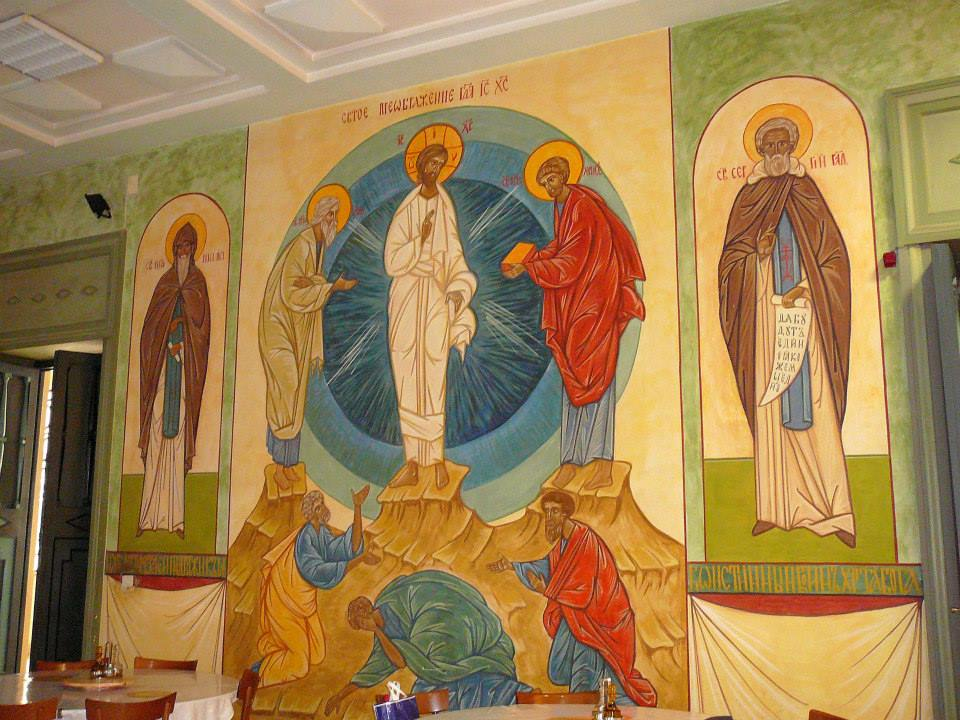
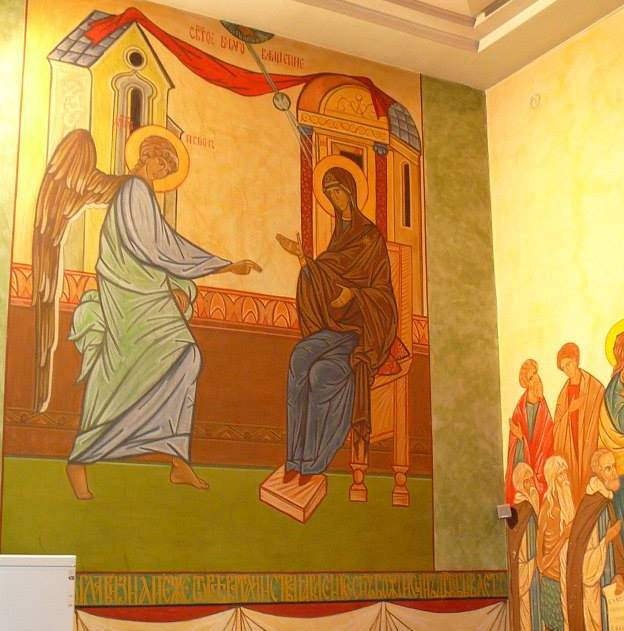